# Pseudanarta damnata
Pseudanarta damnata là một loài bướm đêm trong họ Noctuidae.